# Šafarsko
Šafarsko – wieś w Słowenii, w gminie Razkrižje. W 2018 roku liczyła 257 mieszkańców.